# Joel Hastings Metcalf
Joel Hastings Metcalf (4 de janeiro de 1866 - 23 de fevereiro de 1925) foi um astrônomo americano.
Metcalf formou-se na Harvard Divinity School em 1892. Serviu como pastor unitário em Burlington (Vermont) e depois em  Taunton (Massachussets), Winchester (Massachussets) e Portland (Maine).
Descobriu muitos cometas, entre eles 23P/Brorsen-Metcalf e 97P/Metcalf-Brewington. Também descobriu um grande número de asteróides: 41 ao todo.
Duas das suas descobertas, os asteroides 726 Joella e 792 Metcalfia, foram assim nomeadas em sua homenagem.

## Asteroides descobertos
| 525 Adelaide     | 21 de Outubro 1908     |
| 581 Tauntonia    | 24 de Dezembro 1905    |
| 599 Luisa        | 25 de Abril 1906       |
| 600 Musa         | 14 de Junho 1906       |
| 602 Marianna     | 16 de Fevereiro 1906   |
| 603 Timandra     | 16 de Fevereiro 1906   |
| 604 Tekmessa     | 16 de Fevereiro 1906   |
| 611 Valeria      | 24 de Setembro 1906    |
| 620 Drakonia     | 26 de Outubro 1906     |
| 622 Esther       | 13 de Novembro 1906    |
| 636 Erika        | 8 de Fevereiro 1907    |
| 637 Chrysothemis | 11 de Março 1907       |
| 638 Moira        | 5 de Maio 1907         |
| 645 Agrippina    | 13 de Setembro 1907    |
| 653 Berenike     | 27 de Novembro 1907    |
| 655 Briseis      | 4 de Novembro 1907     |
| 660 Crescentia   | 8 de Janeiro 1908      |
| 661 Cloelia      | 22 de Fevereiro 1908   |
| 662 Newtonia     | 30 de Março 1908       |
| 673 Edda         | 20 de Setembro 1908    |
| 675 Ludmilla     | 30 de Agosto 1908      |
| 690 Wratislavia  | 16 de Outubro 1909     |
| 691 Lehigh       | 11 de Dezembro 1909    |
| 694 Ekard        | 7 de Novembro 1909     |
| 695 Bella        | 7 de Novembro 1909     |
| 696 Leonora      | 10 de Janeiro 1910     |
| 726 Joella       | 22 de Novembro 1911    |
| 729 Watsonia     | 9 de Fevereiro 1912    |
| 736 Harvard      | 16 de Novembro 1912    |
| 737 Arequipa     | 7 de Dezembro 1912     |
| 739 Mandeville   | 7 de Fevereiro 1913    |
| 740 Cantabia     | 10 de Fevereiro 1913   |
| 741 Botolphia    | 10 de Fevereiro 1913   |
| 747 Winchester   | 7 de Março 1913        |
| 755 Quintilla    | 6 de Abril 1908        |
| 756 Lilliana     | 26 de Abril 1908       |
| 757 Portlandia   | 30 de Setembro 1908    |
| 767 Bondia       | 23 de Setembro de 1913 |
| 784 Pickeringia  | 20 de Março de 1914    |
| 792 Metcalfia    | 20 de Março 1907       |
| 1345 Potomac     | 4 de Fevereiro 1908    |